# Fino al Blackout
Fino al Blackout è un singolo della cantautrice italiana Baby K, pubblicato il 19 aprile 2024.

## Descrizione
La rapper ha raccontato il processo creativo del brano sui social:

## Video musicale
Il video del brano, diretto da Matilde Composta e girato presso Villa Atelier, è stato pubblicato sul canale YouTube della cantautrice il 15 maggio 2024.

## Tracce
Testi di Claudia Nahum e Massimo Barberis, musiche di Massimo Barberis.
1. Fino al Blackout – 2:40